# Jacques Séguéla
Jacques Séguéla (Parigi, 23 febbraio 1934) è un pubblicitario francese.

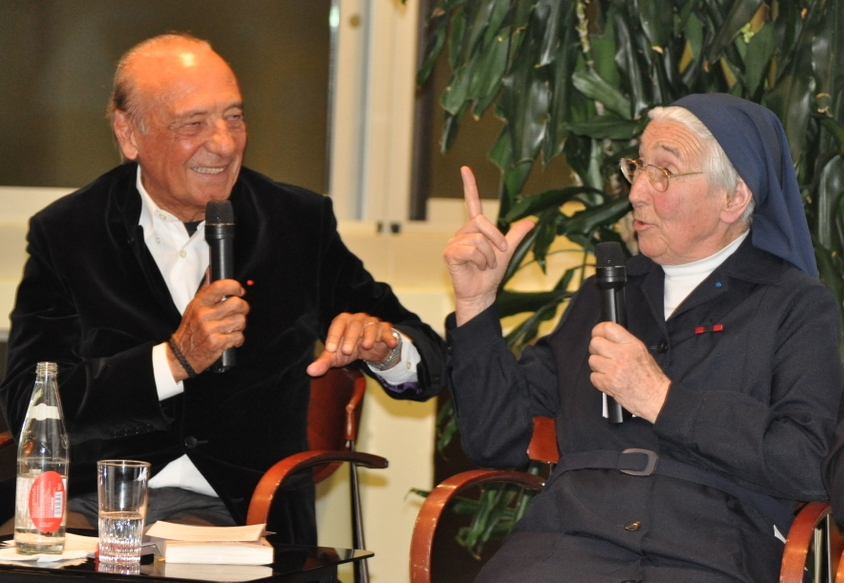
Jacques Séguéla & suor Marguerite Tiberghien.

Giornalista, scrittore, uomo d'affari, ha cofondato la RSCG (oggi Havas) una delle più importanti agenzie pubblicitarie del mondo. Lo stile pubblicitario di Séguéla è volto a catturare l'attenzione tramite la spettacolarizzazione: l'espediente per riscattare un prodotto dalla propria quotidianità e farlo emergere rispetto alla concorrenza è quello di trattarlo come se fosse una stella del cinema (Hollywood lava più bianco).
Il mass medium ideale per raggiungere tale scopo è la televisione; più in generale, secondo la filosofia di Séguéla, l'immagine e gli aspetti estetici sono più importanti delle parole e dei contenuti. Si è occupato sia di pubblicità di prodotti commerciali (in particolare la Citroën), sia di pubblicità politica (in particolare François Mitterrand). Ha scritto numerosi libri, tutti perlopiù inerenti al mondo della réclame. Ha avuto un ruolo significativo nella fondazione del Museo della Pubblicità di Parigi.

## Biografia

### Esordi
Séguéla nasce da una famiglia borghese (il padre è medico) di origini catalane, per l'esattezza di Amélie-les-Bains,  e trascorre l'infanzia a Perpignan. Si laurea in farmacia nel 1957. Il 9 ottobre 1958 parte con l'amico Jean-Claude Baudot a bordo di una 2CV della Citroën per fare il giro del mondo. È di ritorno il 12 novembre del 1959, dopo aver guidato a turno per 120.000 chilometri e attraversato 45 nazioni. Nel 1960 pubblica il resoconto di questa esperienza on the road, "La Terre en rond", che vende oltre 100.000 copie (sarà il primo di una ventina di libri).

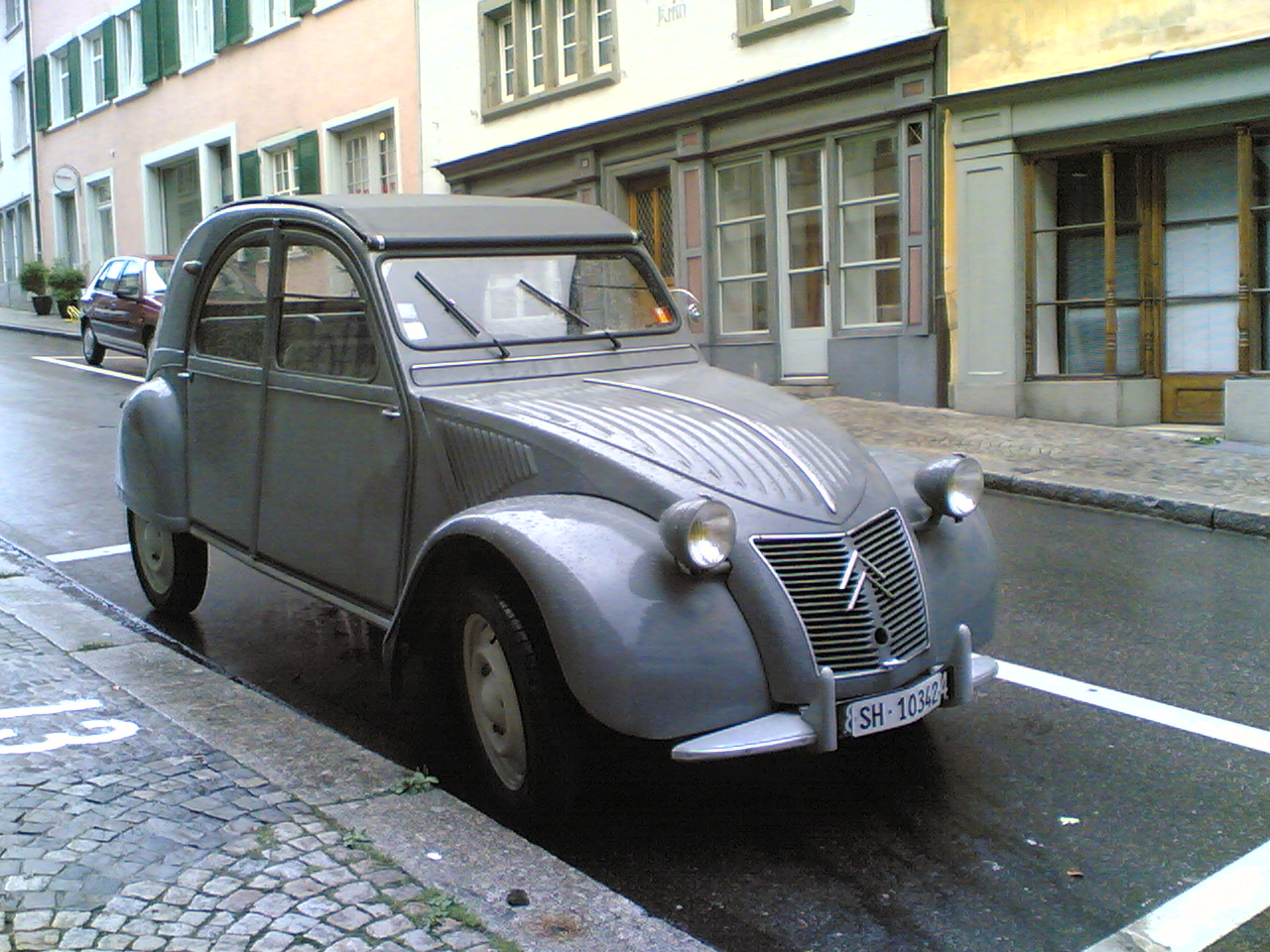
Una Due cavalli degli anni cinquanta.

Tuttavia l'esperienza non è vissuta in maniera positiva. Addirittura appena partito Séguéla non vede l'ora di ritornarsene a casa: «La nostra sola preoccupazione arrivando in una capitale non era certo quella di visitare i suoi capolavori, ma di trovare un lavoro che ci fornisse il denaro necessario per lasciarla al più presto». Di nuovo in patria entra a lavorare in qualità di reporter presso il giornale Paris Match. Nel 1961 è costretto ad assolvere agli obblighi del servizio di leva, ma, in un certo qual modo, non ad interrompe la propria attività perché riesce a curare la pubblicazione di un giornale interno alla caserma. La passione per il giornalismo lo conduce, appena congedato, a fondare con l'amico di sempre Baudot Via, uno dei primi mensili di viaggi e tempo libero apparsi in Francia.
L'idea è di fare di Via una rivista innovativa, rivoluzionaria: i due soci fanno tutto da soli, anche la pubblicità. Dopo centottanta giorni l'impresa fallisce (impiegheranno dieci anni per estinguere i debiti). In cerca di lavoro, Séguéla riesce ad entrare a France Soir, ottenendo ben presto un ruolo di rilievo all'interno del giornale. Eppure il 23 febbraio 1964, sulla soglia dei trent'anni, decide di rimettere tutto quanto in discussione: abbandona la carriera di reporter e diventa pubblicitario. Il consiglio di tentare con la réclame sarebbe stato suggerito dallo stesso direttore di France Soir, Pierre Lazareff.
Séguéla viene così assunto dalla piccola agenzia Delpire. È qui che gli viene in mente di chiedere a Jacques Prévert di realizzare un collage per il lancio di un nuovo medicinale (trova il suo numero sull'elenco del telefono e lo chiama): l'idea di coinvolgere testimonial famosi (o, meglio, influenti) per reclamizzare prodotti sarà un aspetto che caratterizzerà molte delle sue pubblicità. Passa successivamente ad un'agenzia più grande, la Axe Publicité, dove incontra una delle figure chiave della sua vita: Bernard Roux, un esperto di finanza ed economia.

### La RSCG
Nel 1969 Séguéla e Roux si mettono in società e fondano una loro agenzia pubblicitaria. L'esordio tuttavia non è dei più incoraggianti: nessun cliente. Decidono quindi di iniziare col reclamizzare loro stessi, ma anche questo senza molto successo: «Cominciavamo bene: non eravamo capaci di fare il nostro primo annuncio». Non trovano altra soluzione che affidarsi ad un amico, Paul Chaland, direttore de la Maison de Marie-Claire. Stavolta le cose sembrano volgere al meglio e la neonata Roux-Séguéla inizia finalmente a lavorare. Il primo utente è la Mercury, ditta di motori per imbarcazioni. Per la pubblicità Séguéla pensa bene di recuperare, dagli archivi di France Soir, una vecchia foto di Georges Pompidou (che nel 1969 era presidente della repubblica in carica) mentre guida un motoscafo dotato di fuoribordo Mercury al largo di Saint-Tropez (il claim recitava: "Grazie, Signor Presidente, di prender cura della vostra sicurezza. Firmato Mercury").
La pubblicità sarebbe dovuta uscire solo su L'Express, e all'epoca il presidente francese riceveva una copia di questa rivista con 48 ore di anticipo. La reazione di Pompidou in qualità di involontario testimonial non è delle migliori: a L'Express si vedono costretti a strappare a mano, da 600.000 copie, la pagina pubblicitaria incriminata. Ma la notizia fa subito il giro della Francia, e così L'Express e la Mercury hanno un'impennata delle vendite, Roux viene convocato all'Eliseo per un ammonimento, mentre Séguéla ricava dalla vicenda una regola pubblicitaria: «creare l'avvenimento ed essere elementari».
Nel 1972 convince Salvador Dalí a realizzare un dipinto per reclamizzare la Tour Totem, un grattacielo residenziale situato nel quartiere Front-de-Seine di Parigi. Comunque, in linea di massima, i primi anni della Roux-Séguéla sono difficili e gli affari non vanno bene. Per risollevare le sorti dell'agenzia tentano di creare un network ovvero aprire succursali nel resto della Francia, dato che fino a quel momento tutta l'attività si era basata su Parigi. Ma la vera svolta è rappresentata da un cambiamento radicale di struttura: da un lato viene chiamato alla Roux-Séguéla Alain Cayzac, un advertising manager della Procter & Gamble; dall'altro avviene la fusione con altre due agenzie, la Delpire (la prima agenzia di Séguéla) e la A.O.G. Nasce così, nel 1975, la RSC.
L'anno successivo Séguéla realizza la campagna per i Produits Libres di Carrefour, che secondo un sondaggio della Ifop (Institut Français d'Opinion Publique) risulta essere, all'epoca, "la migliore pubblicità degli ultimi trent'anni" in Francia. La pubblicità, in realtà parte di una più ampia operazione di marketing, consisteva nel reclamizzare prodotti "senza marca", o meglio a marchio Carrefour. L'idea era quella di presentare prodotti estremamente convenienti, venduti per quello che erano e che non avessero nessun tipo di sovrapprezzo legato al prestigio di una ditta. Era quindi il caso del sapone che era semplicemente "sapone", del caffè che era semplicemente "caffè", e così via. Nel 1977 c'è il primo incontro tra Séguéla e Mitterrand, per il quale realizza un manifesto per il partito socialista. Ma lavora anche per Jean-Pierre Soisson, per il quale realizza un manifesto per il partito repubblicano. Così come lavora per la campagna elettorale di Jacques Chirac. Séguéla si giustifica: «Il mio unico campo è quello della comunicazione. Un pubblicitario è un microfono. È solo l'amplificatore dei messaggi che gli vengono affidati. Lo stesso microfono può servire oggi uno, domani l'altro».
Nel 1978 entra a far parte della RSC Jean-Michel Goudard, anch'egli un advertising manager della Procter & Gamble. Il nome dell'agenzia cambia quindi in RSC&G. Nello stesso anno Séguéla riesce a convincere Sylvie Vartan, Jane Birkin e Romy Schneider a fare, a turno, da testimonial per il detersivo Woolite. Produce inoltre una serie di trasmissioni televisive per Antenne 2 dedicate al fotografo Jacques Henri Lartigue. Nel 1979 Séguéla pubblica il suo primo libro sulla pubblicità, il titolo è provocatorio: “Non dite a mia madre che faccio il pubblicitario... Lei mi crede pianista in un bordello”. A metà strada tra una biografia e un testo di filosofia pubblicitaria, va in realtà ad infoltire la schiera di epigoni di Claude C. Hopkins, che per primo aveva avuto l'idea nel lontano 1927.

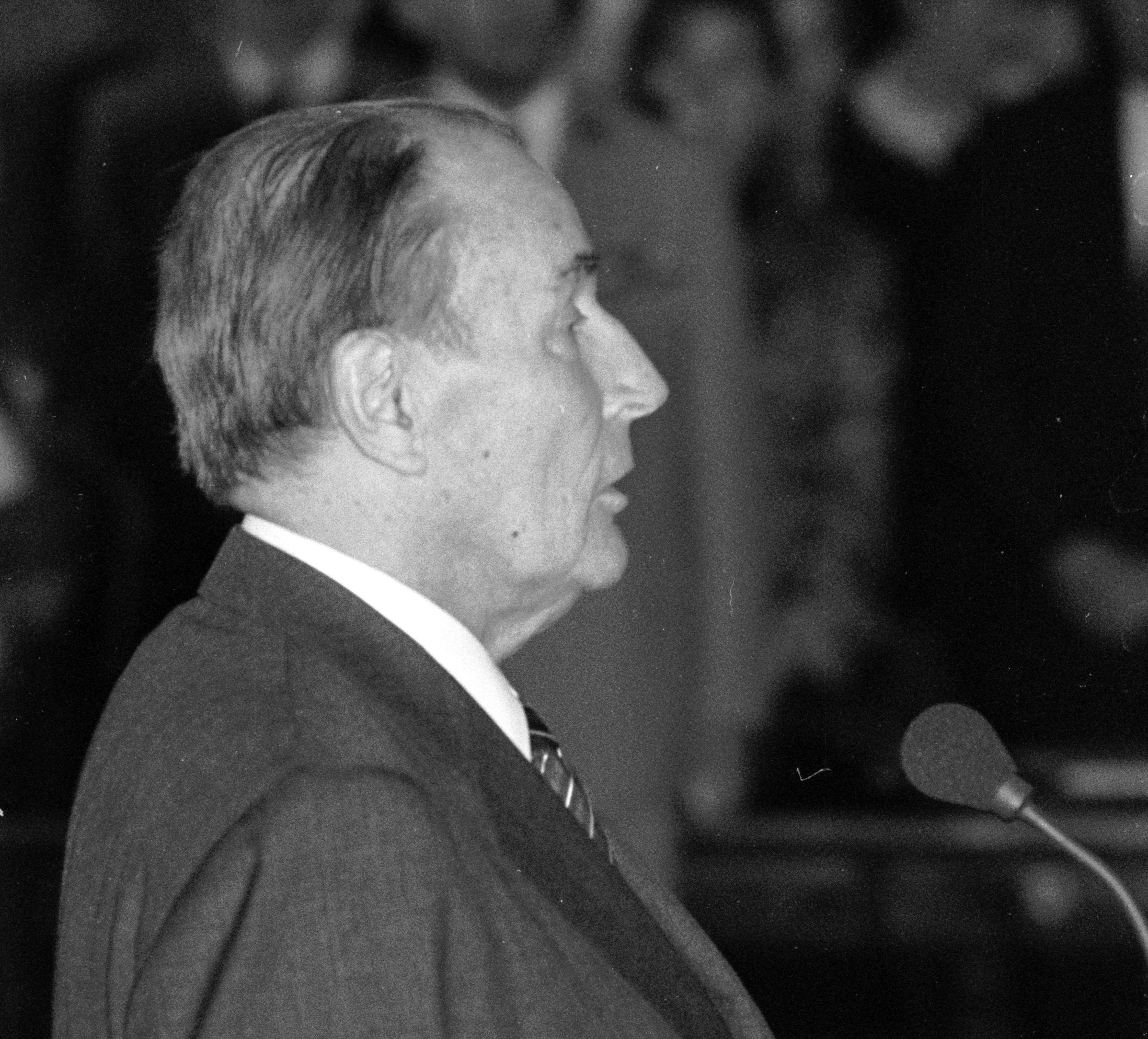
«A François Mitterrand, che ha fatto più pubblicità a me di quanta io ne abbia fatta a lui» è la dedica che Séguéla scrive sul suo libro del 1992.

Utenti importanti della RSCG durante gli anni ottanta sono Citroën, Dunlop, Carte Noire, Louis Vuitton e Club Méditerranée. Nel 1981 Séguéla cura la campagna elettorale grazie alla quale François Mitterrand diventa Presidente della Repubblica francese, coniando il celebre slogan "La Force Tranquille" ("La forza tranquilla"), in realtà estrapolato da un discorso del 1936 di Léon Blum e precedentemente utilizzato nella campagna di lancio del profumo Drakkar Bleu di Guy Laroche al quale venne chiesto di cedere lo slogan. La campagna pubblicitaria per Mitterrand rappresenterà un momento cruciale nella carriera di Séguéla, perché da qui in poi verrà considerato una sorta di "mago delle elezioni". Cura negli anni a seguire numerose campagne elettorali, in particolare nelle giovani democrazie dell'Est Europa all'indomani del crollo sovietico.
Ne vince buona parte, ma, come egli stesso fa notare, anche grazie ad un oculato lavoro di valutazione del cliente prima di accettare l'incarico, in quanto «una buona campagna elettorale non può far eleggere un cattivo candidato, anche se lavoro sodo». In generale, secondo Séguéla, la principale differenza tra il reclamizzare un candidato alle elezioni e il reclamizzare un normale prodotto sta nel fatto che la pubblicità politica ha una componente etica molto più marcata rispetto alla pubblicità commerciale, e di solito è necessario puntare su alcuni valori importanti e venire incontro ai bisogni della gente. Anche se la pubblicità da sola non è in grado di far vincere un candidato, di sicuro dà un contributo importante, perché spesso la pubblicità rappresenta il modo migliore per comunicare un'idea, per far conoscere e far comprendere facilmente e rapidamente un programma ad un grande numero di persone.
A tal riguardo Séguéla si è lasciato andare, in certe occasioni, ad aforismi piuttosto rigorosi, del tipo «Un candidato politico deve sapere come parlare, ma anche come stare zitto», altre volte a massime decisamente più sarcastiche del tipo «Vendere politica è come vendere dentifricio, ma al momento molto più facile poiché il 60-70% dei francesi va a votare, mentre solo il 20% si lava i denti». Lavora quindi, ad esempio, in Ungheria per József Antall, ma anche in Austria per Franz Vranitzky.

### Il Museo della Pubblicità

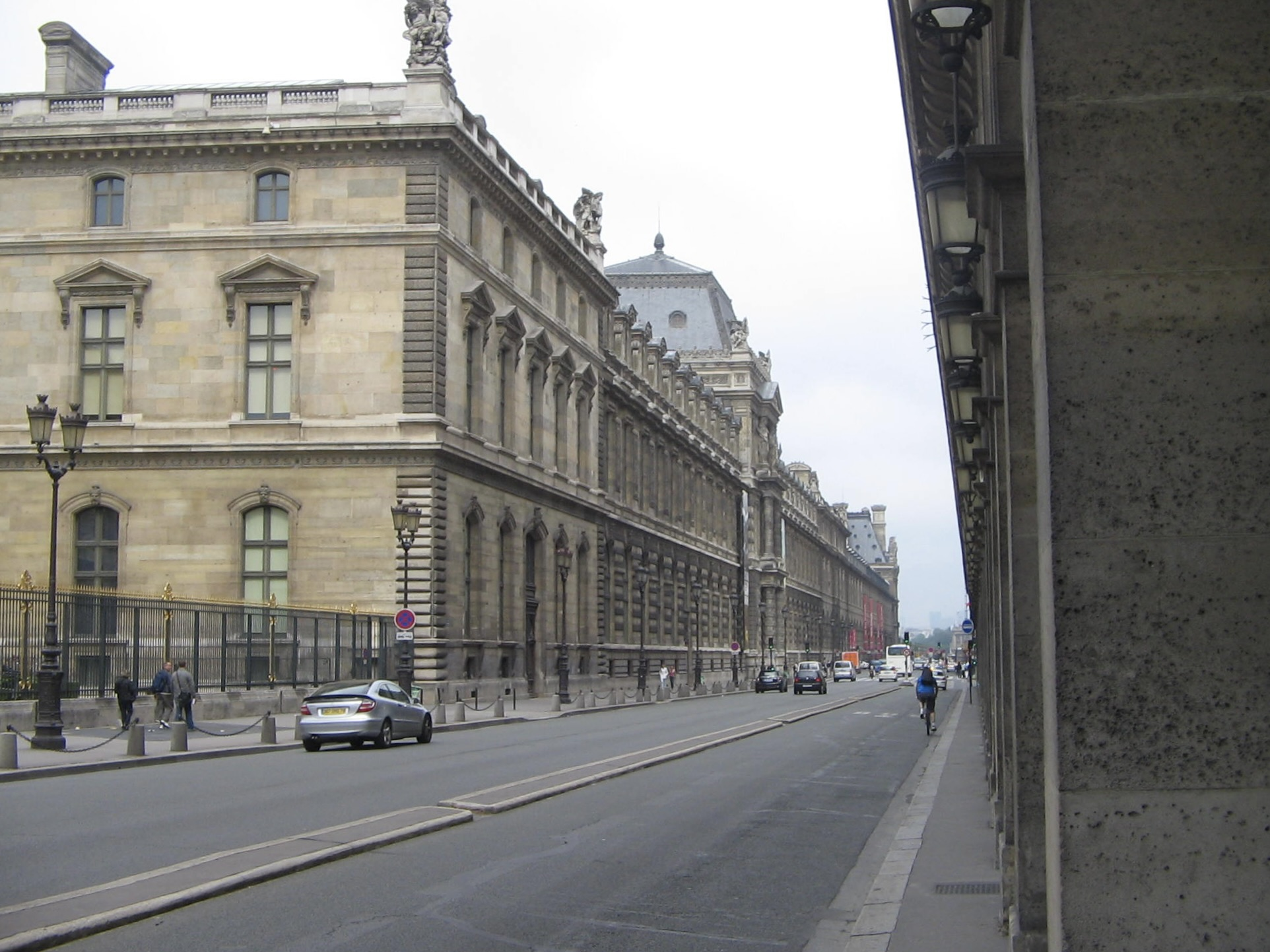
Il Museo della Pubblicità nell'ala sinistra del Louvre, con accesso da Rue de Rivoli.

Jack Lang, nel periodo in cui è stato ministro francese della cultura e delle arti, è stato il primo a riconoscere ufficialmente la pubblicità quale forma d'arte, creando la distinzione di “Ordre des Arts et des Lettres publicitaires” ed approvando la creazione di un "Musée de la Publicité". In questo processo un ruolo significativo ha avuto lo stesso Séguéla. In realtà tale processo di "sdoganamento" era iniziato già diversi anni prima. In Francia per molto tempo attori e registi si sono rifiutati di fare pubblicità, perché ritenuta un'arte non molto nobile. Jacques Séguéla è stato il primo nel proprio paese, traendo ispirazione dal mondo americano, a tentare di modificare tale mentalità.
Egli sostiene che la pubblicità, sebbene costituita da un miscuglio di varie arti, agli occhi di molte persone non è ancora considerata una forma d'arte di per sé. Riconoscimenti ufficiali da parte delle istituzioni, ma soprattutto la creazione di un museo che permetta ad un visitatore di avere uno sguardo sinottico (ovvero poter vedere esempi di pubblicità che vanno dal diciottesimo secolo fino ai giorni nostri) e più distaccato (ovvero venire a contatto con la pubblicità in un contesto diverso, che non sia quello dei mass media che solitamente la veicolano) di una parte integrante della nostra cultura rappresenterebbe un importante passo avanti. Anche se, come precisa lo stesso Séguéla  - pure in questo caso non senza sarcasmo- «nessuno dei miei annunci varrà mai quanto un Picasso».

### La Euro RSCG
Per quanto negli anni la RSCG riesca a crescere e ad estendersi in Europa nonché negli Stati Uniti, nel 1991, in seguito a problemi finanziari, si vede costretta alla fusione con un'altra compagnia, la Eurocom, dando così vita alla Euro RSCG che in ogni modo risulta essere una delle più importanti agenzie pubblicitarie al mondo. Séguéla continua a lavorare sia sul versante della pubblicità commerciale sia sul versante della pubblicità politica. Utenti importanti durante gli anni novanta sono Air France, Airbus, Intel e l'acqua minerale Evian. Nel 1995 "vince" le elezioni in Polonia con Aleksander Kwaśniewski, sfidante di Lech Wałęsa.
Nel 1996 viene costituita la Havas Advertising S.A. con Séguéla in qualità di chief creative officer e vicepresidente. La Euro RSCG Worldwide diventa conseguentemente una divisione della Havas Advertising S.A. Nel 1997 Séguéla lavora per il presidente del Gabon Omar Bongo e per quello del Togo Gnassingbé Eyadéma. Nel 1999 lavora per il primo ministro israeliano Ehud Barak. Nel 2000 lavora per il presidente del Senegal Abdou Diouf.
Sempre nel 2000 la Havas Advertising S.A. acquisisce la Snyder Communications, un'importante società statunitense che si occupa di marketing, e che porta in dote l'agenzia pubblicitaria Arnold Worldwide. Il nuovo gruppo diviene così il primo in Europa ed uno dei primi dieci al mondo per quanto riguarda la pubblicità. Nel 2002 la Havas Advertising S.A. cambia il nome in Havas tout court. Séguéla continua a lavorare per pubblicità politica: cura le campagne elettorali di Lionel Jospin in Francia, di Ricardo Lagos in Cile, di Janez Drnovšek in Slovenia, e per la seconda volta di Aleksander Kwasniewski in Polonia. Tra le sue ultime imprese si può annoverare il fatto di essere alla base dell'incontro tra Nicolas Sarkozy e Carla Bruni: secondo Séguéla i due si sarebbero incontrati ad una sua festa di compleanno. Jacques Séguéla fa parte, con Patrick Buisson, Stéphane Fouks, Jacques Pilhan, Thierry Saussez, e Jean-Pierre Thiollet, consulenti per le comunicazioni che hanno svolto o stanno svolgendo un ruolo significativo in ambito politico, economico, sociale o culturale, sul territorio francese.

## Condanne
Nel luglio del 2008 Jacques Séguéla è stato condannato dalla Repubblica francese per aver violato la legge elettorale in Corsica.

## Onorificenze
Nel luglio del 2008 Jacques Séguéla è stato insignito dalla Repubblica francese del grado di Ufficiale della Legion d'onore.
Nel dicembre del 1990 era già stato insignito del grado di Cavaliere.

## Opere pubblicate
- 1960: La terre en rond - (in collaborazione con Jean-Claude Baudot). Pubblicato in Italia come Giro del Mondo in Automobile
- 1979: Ne dites pas à ma mère que je suis dans la publicité... Elle me croit pianiste dans un bordel
- 1982: Hollywood lave plus blanc
- 1983: Fils de pub
- 1986: Cache-cache pub
- 1989: Demain il sera trop star
- 1990: C'est gai, la pub!
- 1991: Au miroir de la pub: comme une absence, comme un oubli...
- 1992: Vote au-dessus d'un nid de cocos
- 1992: Etre vieux, de la negation a l'echange
- 1993: L'argent n'a pas d'idées, seules les idées font de l'argent
- 1994: Pub story: l'histoire mondiale de la publicité en 65 campagnes
- 1994: La parole de Dieu
- 1995: La publicité
- 1996: Le futur a de l'avenir
- 1999: 80 ans de publicité Citroën et toujours 20 ans
- 2001: Jobguide: des métiers de demain
- 2000: Le vertige des urnes
- 2005: Tous ego (Havas, moi et les autres)
- 2006: Sœur Courage - La rencontre inattendue d'un fils de pub et d'une fille de Dieu
- 2007: La prise de l'Élysée: les campagnes présidentielles de la Ve République - (in collaborazione con Thierry Saussez)